# Lisman, Alabama
Lisman là một thị trấn thuộc quận Choctaw, tiểu bang Alabama, Hoa Kỳ. Dân số năm 2009 là 569 người, mật độ đạt 85 người/km².

## Nhân khẩu học
Theo điều tra dân số năm 2000, có 653 nhân khẩu, 245 hộ gia đình và 171 gia đình cư trú trên địa bàn thị trấn. Các mật độ dân số là 257,6 người trên mỗi dặm vuông (99,3 / km 2). Có 269 đơn vị nhà ở với mật độ trung bình là 106,1 trên một dặm vuông (40,9 / km 2 ). Thành phần chủng tộc của thị trấn là 91,42% Da đen hoặc Mỹ gốc Phi, 7,20% Da trắng và 1,38% từ hai chủng tộc trở lên. 0,15% dân số là người gốc Tây Ban Nha hoặc La tinh thuộc bất kỳ chủng tộc nào.
Có 245 hộ gia đình, trong đó 33,1% có trẻ em dưới 18 tuổi sống cùng, 42,4% là các cặp vợ chồng sống chung, 24,5% có chủ hộ là nữ không có chồng và 29,8% là những người không có gia đình. 28,2% tổng số hộ gia đình được tạo thành từ các cá nhân và 10,6% có người sống một mình từ 65 tuổi trở lên. Quy mô hộ trung bình là 2,67 người và quy mô gia đình trung bình là 3,28 người.
Trong thị trấn, dân số được phân bố rải rác, với 31,1% dưới 18 tuổi, 6,9% từ 18 đến 24, 25,4% từ 25 đến 44, 23,3% từ 45 đến 64 và 13,3% từ 65 tuổi trở lên. Tuổi trung bình là 36. Đối với mỗi 100 nữ, có 82,9 nam giới. Cứ mỗi 100 nữ 18 tuổi trở lên, đã có 83,7 nam giới.
Thu nhập trung bình cho một hộ gia đình trong thị trấn là 20.333 đô la, và thu nhập trung bình cho một gia đình là 22.750 đô la. Nam giới có thu nhập trung bình là 31.719 đô la so với 14.375 đô la đối với nữ giới. Thu nhập bình quân đầu người của thị trấn là $ 11.295. Khoảng 36,4% gia đình và 36,7% dân số ở dưới mức nghèo khổ, bao gồm 40,7% những người dưới 18 tuổi và 37,9% những người từ 65 tuổi trở lên.